# Lisovice
Lisovice (Duits: Lissowitz of Lissowitz bei Slonitz) is een Tsjechische plaats in de gemeente Zlonice in de regio Midden-Bohemen en maakt deel uit van het district Kladno. Het dorp ligt op ongeveer 2 km afstand van Zlonice en op ongeveer 6 km afstand van Slaný.
Lisovice telt 67 inwoners (2021).

## Geografie
Lisovice ligt aan de Zlonicebeek.

## Geschiedenis
De eerste schriftelijke vermelding van het dorp dateert van 1318, toen het genoemd werd als eigendom van Dětřich z Lisovic (Dyetrihz de Lissowicz).
Sinds 1960 behoort het dorp tot de gemeente Zlonice.

## Verkeer en vervoer

### Autowegen
Er loopt een regionale weg langs het dorp die Lisovice verbindt met onder meer Zlonice, Stradonice en Klobuky.

### Spoorlijnen
Spoorlijn 110 Kralupy nad Vltavou - Louny loopt langs de zuidkant van het dorp, maar er is geen station in Lisovice. Het dichtstbijzijnde station en één spoorweghalte zijn in Zlonice.

### Buslijnen
Er is één bushalte in Lisovice:
| Halte             | Lijn | Traject                | Vervoerder |
| ----------------- | ---- | ---------------------- | ---------- |
| Zlonice, Lisovice | 592  | Slaný - Panenský Týnec | ČSAD Slaný |

## Bezienswaardigheden
- Dorpskapel;
- Oude smederij;
- Klokkentoren op het dorpsplein;
- Spoorwegmuseum Zlonice, een spoorwegmuseum dat zich voornamelijk richt op vooroorlogse industriële locomotieven, goederenwagons en seinapparatuur, met name voor suikertransport. Tussen 2007 en 2012 verhuisde het museum geleidelijk van Zlonice naar Lisovice.

## Galerij

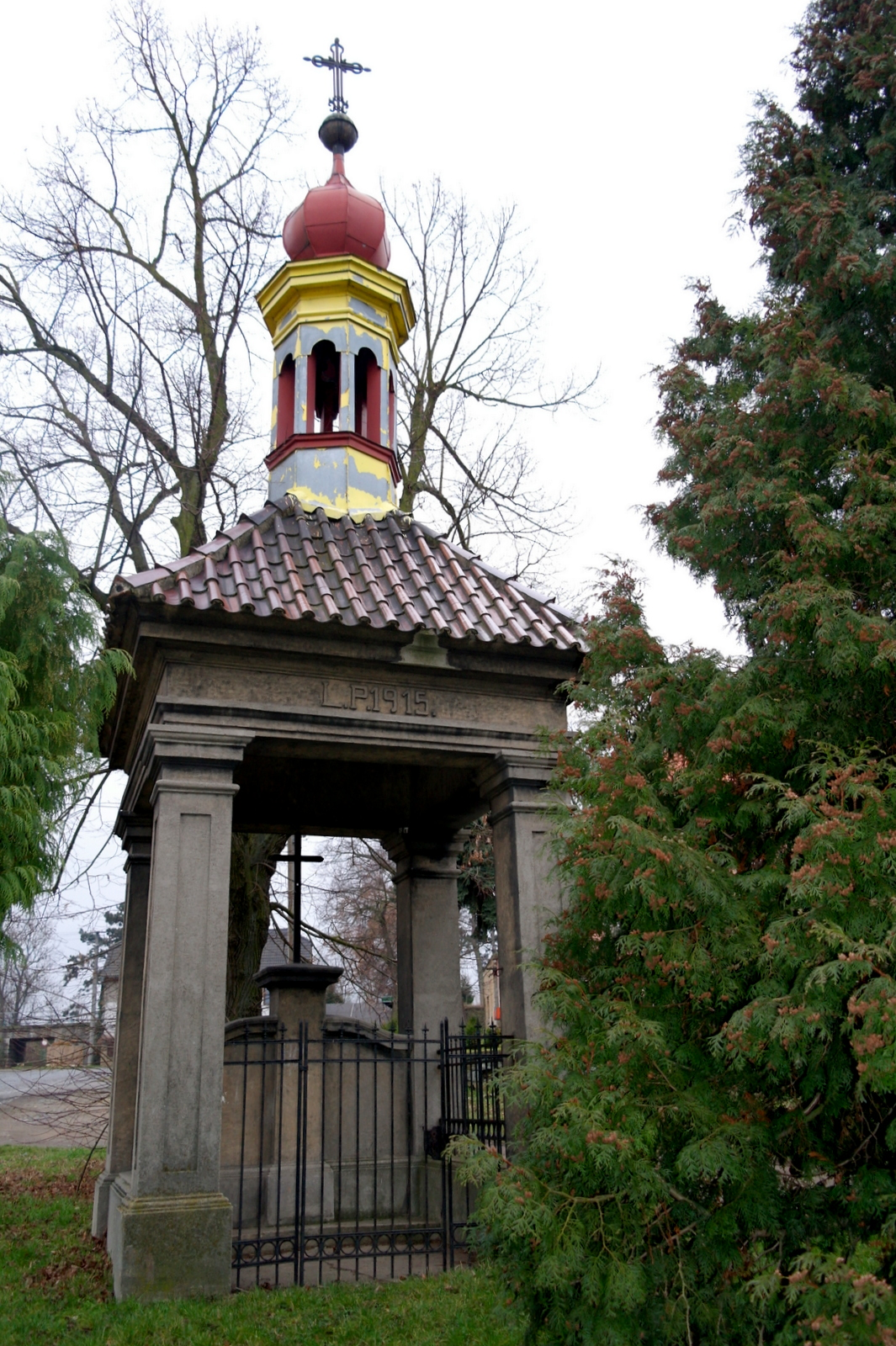
Dorpskapel
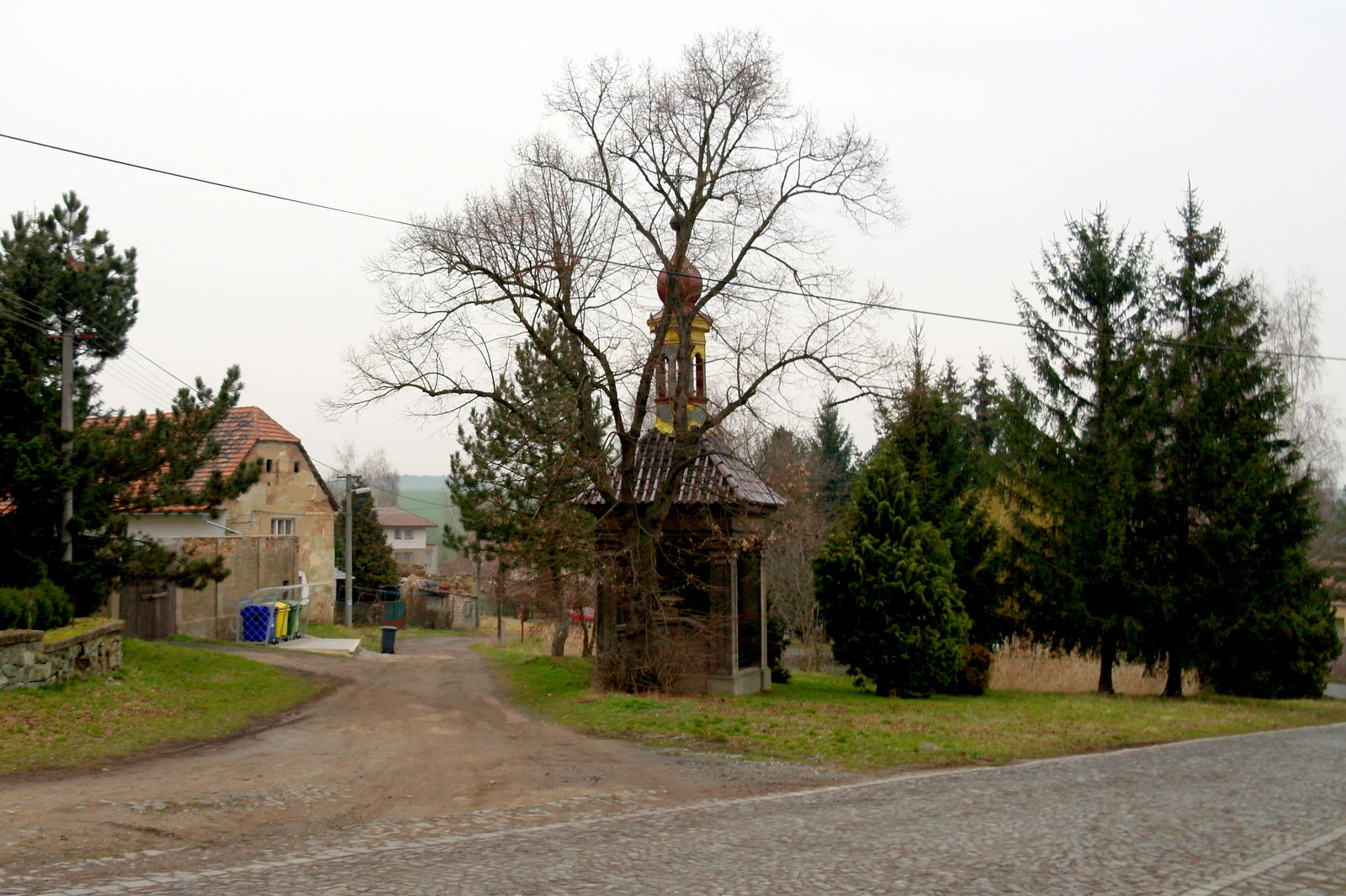
Dorpskapel en huis
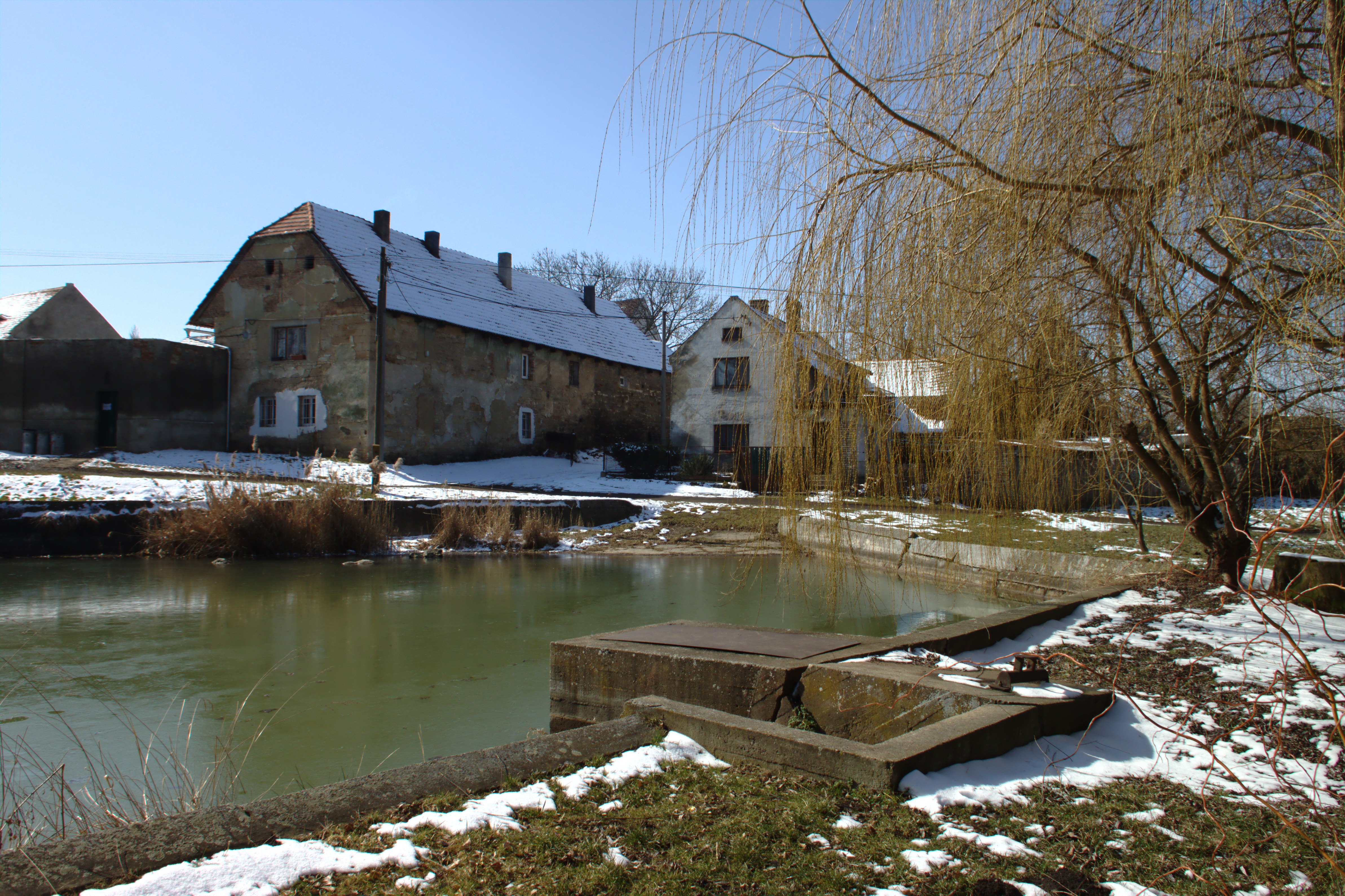
Dorpsvijver met huizen
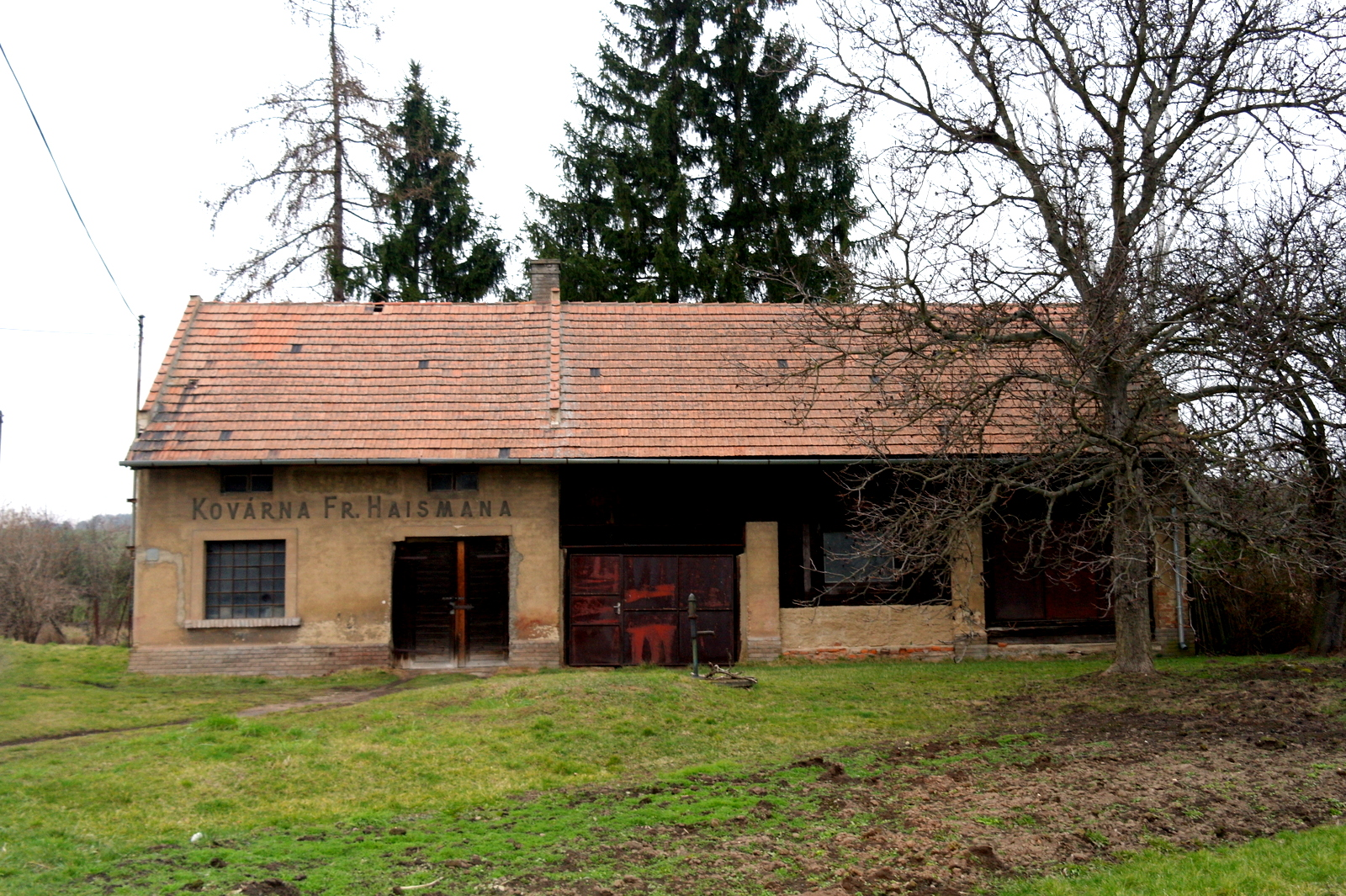
Oude smederij
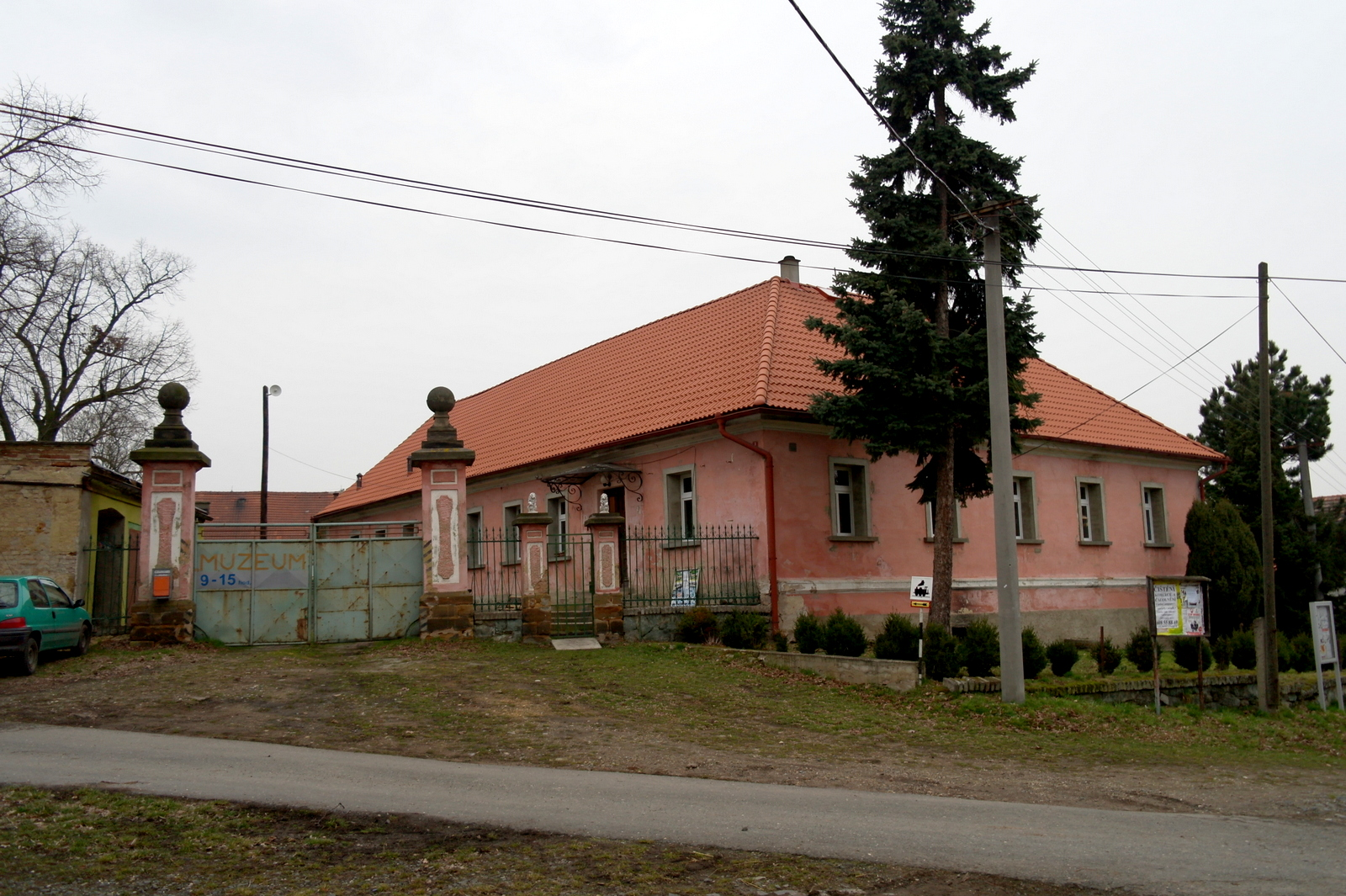
Spoorwegmuseum